# بیماری نیوکاسل

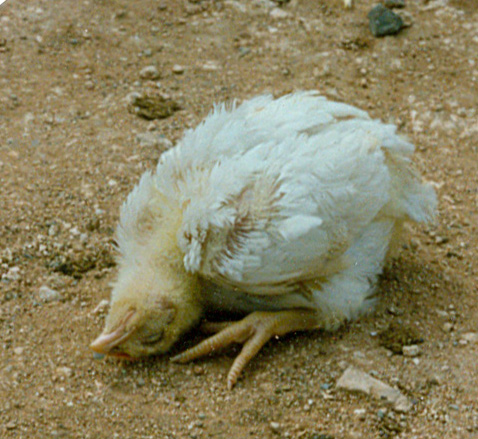
جوجهٔ مرده بر اثر نیوکاسل. چرخش سر از نشانه‌های این بیماری است.

بیماری نیوکاسل یک بیماری ویروسی است این بیماری اولین بار در سال ۱۹۲۶ در نیوکاسل انگلستان تشخیص داده شد.
نیوکاسل یکی از مهم‌ترین بیماری‌های پرندگانی است که به صورت صنعتی و متراکم پرورش داده می‌شوند و گله‌های بسیاری از جوجه‌های گوشتی در صورت عدم واکسیناسیون با این بیماری درگیر می‌شوند. این بیماری در سال ۱۳۲۹ در ایران شناسایی شده‌است.

## نشانه‌ها
علائم نیوکاسل با توجه به نوع ویروس، میزان سلامتی و سن پرنده و گونه میزبان متفاوت است. این علائم شامل نشانه‌های تنفسی همچون تنگی نفس و سرفه، نشانه‌های عصبی چون افسردگی، بی‌اشتهایی، افتادن بال‌ها و فلجی، گیج خوردن سر و گردن، به دور خود چرخیدن، لرزش، تورم چشم و گلو، اسهال آبکی و سبز، و ناهنجاری و کاهش تخم در پرندگان تخم‌گذار می‌شود.
نشانه‌ها بسته به نوع ویروس متفاوت می‌باشد. به‌طور کلی سه سویه ازین ویروس وجود دارد مزوژنیک ولوژنیک و لنتوژنیک. این ویروس از راه مسمویت غذایی منتقل شده و انتقال از راه هوا یا آیروسل معمولاً اتفاق نمیفتد. نشانه‌های کالبدشکافی شامل تورم در مخاطات تنفسی، التهاب و خونریزی در مخاط دستگاه گوارش، وجود کیست‌های چرکی وکازیوس پنیری در مخاط نای و ترشحات اکسوداتیو در ابتدا و در طول نای بخصوص دوشاخه نای است. این بیماری مثل بیشتر بیماری‌های ویروسی درمان دارویی نداشته و درمان فقط از روش حمایتی می‌باشد. واکسیناسیون با دو سویه ب یک و لاسوتا انجام می‌شود.

## انتقال بیماری
این بیماری بین انسان و حیوان مشترک می‌باشد و می‌توان گفت کسانی که با این پرندگان بیمار به نوعی در ارتباط می‌باشند قابل انتقال می‌باشد این ارتباط می‌تواند به صورت مستقیم با پرندگان زینتی و یا فراورده‌های طیور و حتی ترشحات و گوشت مرغ انتقال یابد و این بیماری در انسان به صورت ریختن اشک از چشم بی خوابی، سرگیجه را از علائم این بیماری دانست و در انسان‌ها قابل درمان می‌باشد.

## پیشگیری و مدیریت بیماری نیوکاسل
هیچ درمان خاصی برای بیماری نیوکاسل وجود ندارد، بنابراین پیشگیری از طریق واکسیناسیون و مدیریت زیستی (Biosecurity) بهترین رویکرد است

### واکسیناسیون
در بسیاری از مزارع، برای جلوگیری از تلفات سنگین در پرنده های ها به علت نیوکاسل، باید از واکسیناسیون محافظتی استفاده شود. آزمایش های اولیه که چند سال پیش انجام شد، نشان داد که واکسن کشته شده ویروس، پرنده ها را در شرایط واقعی محیطی (مزرعه) محافظت می‌کند.

### اقدامات زیستی
- قرنطینه: پرندگان جدید باید قبل از ورود به گله قرنطینه شوند.

- کنترل تردد: محدود کردن ورود افراد، تجهیزات و وسایل نقلیه به مزارع.
- بهداشت محیط: تمیز کردن و ضدعفونی منظم سالن های پرورش و تجهیزات.
- مدیریت پرندگان وحشی: جلوگیری از تماس گله با پرندگان وحشی و مهاجر.

### نظارت و گزارش
بیماری نیوکاسل در بسیاری از کشورها، از جمله ایران، یک بیماری قابل گزارش است. پرورش دهندگان باید هرگونه علائم مشکوک را به دامپزشکان محلی گزارش کنند تا اقدامات کنترلی سریع انجام شود.
توصیه می‌شود در مزارعی که ابتلا به بیماری نیوکاسل در آنها تشخیص داده شده است، جوجه ها هنگام تحویل با واکسن ویروس کشته شده واکسینه شوند و حداقل به مدت دو هفته اقدامات احتیاطی شدیدی برای جلوگیری از ورود آلودگی انجام شود.

## کاربردها
نژادهایی از این ویروس توانایی از بین بردن انتخابی سلول‌های سرطانی بدون آسیب زدن به سلول‌های سالم را دارند به همین جهت پژوهش‌هایی درباره امکان استفاده از آن به عنوان یک داروی ضد سرطان انجام شده‌است.

## نگارخانه

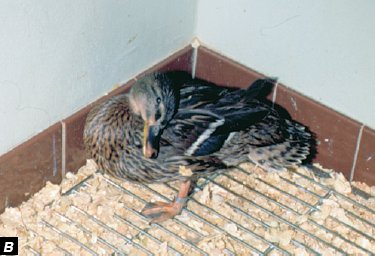
کژگردنی در کله‌سبز
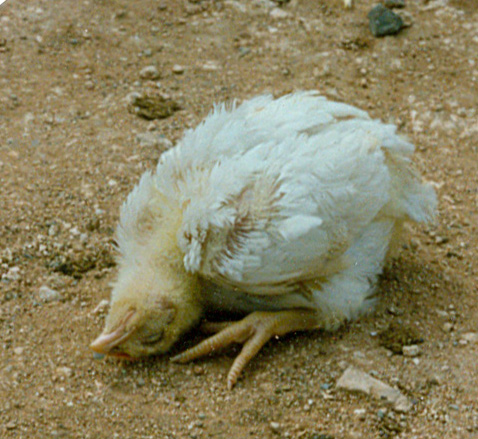
همان علامت در جوجه گوشتی
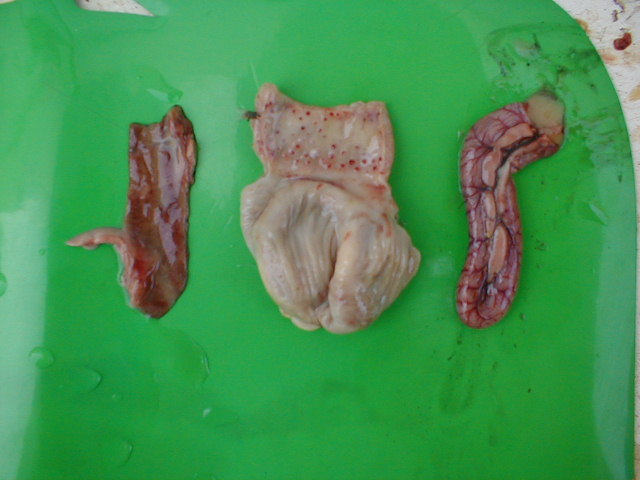
ضایعات PM روی پروونتریکولوس، سنگدان و دوازدهه